# Aldrith Quintero
Aldrith Ivana Quintero Humphries (* 1. Januar 2002 in Panama-Stadt) ist eine panamaische Fußballspielerin.

## Karriere

### Klub
Vom Tauro FC wechselte sie im Sommer 2020 nach Spanien, wo sie sich Real Unión de Tenerife anschloss. Nach zwei Spielzeiten kehrte sie dann aber wieder in ihr Heimatland und auch wieder nach Tauro zurück. Anfang 2023 schloss sie sich dann wiederum erneut in Spanien nun dem Alhama CF an. Seit Sommer 2023 steht sie mittlerweile in Frankreich beim FC Fleury 91 unter Vertrag.

### Nationalmannschaft
Für die panamaische A-Nationalmannschaft kam sie bereits Ende August 2018 zum Einsatz, wo sie mit ihrem Team erst bei der Qualifikation und dann bei der Endrunde des Gold Cup 2018 aktiv war. Nach der verpassten WM-Qualifikation nahm sie im nächsten Jahr mit ihrem Team dann nur am Turnier der Panamerikanische Spiele 2019 teil. Nach Qualifikationsspielen für Olympia im darauffolgenden Jahr sowie einem Freundschaftsspieleinsätze im Jahr 2021, nahm sie mit der U20 an der CONCACAF-Meisterschaft 2022 teil.
Danach kam sie bei der A-Mannschaft erst wieder beim WM-Qualifikation-Playoff-Spiel gegen Papua-Neuguinea sowie danach auch gegen Paraguay zum Einsatz. Bei der Weltmeisterschaft 2023 stand sie dann auch mit im Kader und kam in allen drei Spielen zum Einsatz.